# Tezze sul Brenta
Tezze sul Brenta – miejscowość i gmina we Włoszech, w regionie Wenecja Euganejska, w prowincji Vicenza.
Według danych na rok 2004 gminę zamieszkiwały 10 404 osoby, 578 os./km².